# Kasımpaşa SK

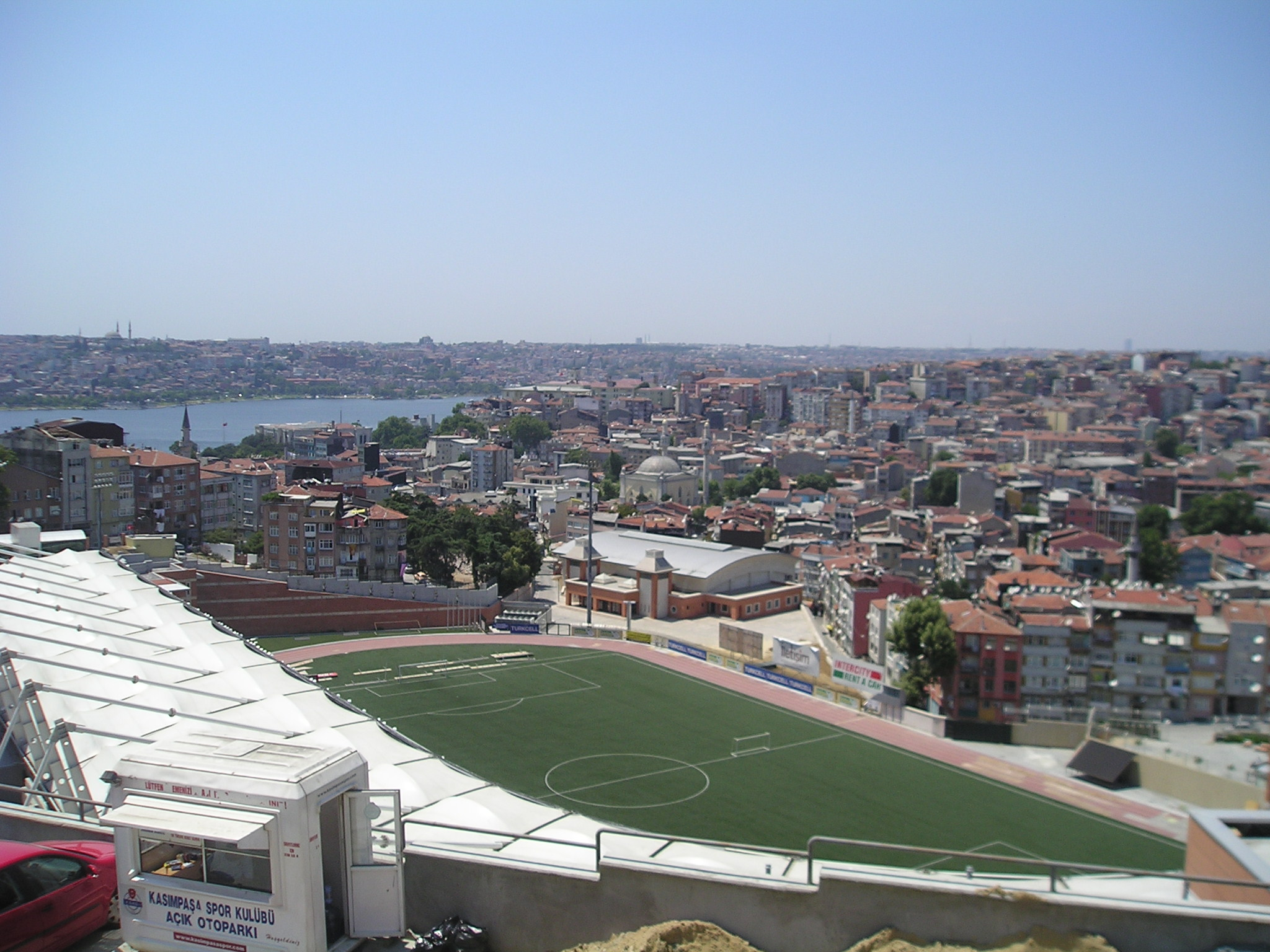
Kasımpaşa SK:s hemmastadion.

Kasımpaşa SK är en fotbollsklubb i distriktet Beyoğlu i Istanbul, Turkiet. Klubben spelar sedan 2012 i Süper Lig. 
Klubben grundades år 1921, då amatörlagen Altuntuğ och Terbiye från Beyoğlu slogs ihop. Lagen var rivaler, men bestämde sig för att gå samman för att ha tillräckligt med spelare för att kunna delta i Istanbul-ligan. 
Klubben tränades 2012–2015 av den tidigare georgiske landslagsmannen Sjota Arveladze.

## Placering tidigare säsonger
| Säsong  | Nivå | Liga       | Placering | Referens | Notering                  |
| ------- | ---- | ---------- | --------- | -------- | ------------------------- |
| 2011/12 | 2    | TFF 1. Lig | 4         | [ 1 ]    | Uppflyttad till Süper Lig |
|         |      |            |           |          |                           |
| 2012/13 | 1    | Süper Lig  | 6         | [ 2 ]    |                           |
| 2013/14 | 1    | Süper Lig  | 6         | [ 3 ]    |                           |
| 2014/15 | 1    | Süper Lig  | 13        | [ 4 ]    |                           |
| 2015/16 | 1    | Süper Lig  | 7         | [ 5 ]    |                           |
| 2016/17 | 1    | Süper Lig  | 18        | [ 6 ]    |                           |
| 2017/18 | 1    | Süper Lig  | 8         | [ 7 ]    |                           |
| 2018/19 | 1    | Süper Lig  | 14        | [ 8 ]    |                           |
| 2019/20 | 1    | Süper Lig  | 10        | [ 9 ]    |                           |
| 2020/21 | 1    | Süper Lig  | 14        | [ 10 ]   |                           |
| 2021/22 | 1    | Süper Lig  | 11        | [ 11 ]   |                           |
| 2022/23 | 1    | Süper Lig  | 10        | [ 12 ]   |                           |
| 2023/24 | 1    | Süper Lig  | 5         | [ 13 ]   |                           |